# 遠藤正則
遠藤 正則（えんどう まさのり、1914年（大正3年）6月30日 - 2009年（平成21年）4月26日）は、昭和から平成時代の政治家。東京都文京区長。文京区名誉区民。

## 経歴
茨城県水戸市出身。1933年（昭和8年）7月、東京市本郷区に奉職し、1939年（昭和14年）中央大学商学部二部を卒業した。のち文京区教育委員会学務課長、総務部長、助役を経て、1973年（昭和48年）12月、文京区長に就任した。1999年（平成11年）4月の任期満了まで6期24年務めた。この間、特別区長会会長を歴任した。ほか、特別区人事・厚生事務組合管理者、特別区協議会理事長を務めた。区長退任後は、文京つつじ会会長と、出身地の水戸市で水戸大使も務めた。

## 栄典
位階
- 2009年（平成21年）4月26日 - 従四位[3]

勲章等
- 1999年（平成11年）11月3日 - 勲三等瑞宝章[3]